# Quan hệ huyết thống
Quan hệ huyết thống là quan hệ giữa các cá thể có chung tổ tiên (cũng gọi là có chung dòng máu). Những cá thể (người hoặc động vật) gọi là có quan hệ huyết thống thì luôn là họ hàng, nhưng không phải hễ là họ hàng với nhau thì phải có quan hệ huyết thống.

## Khái niệm

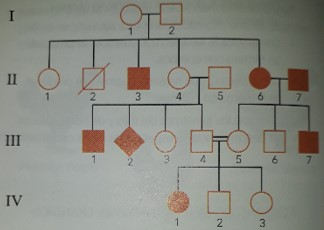
Phả hệ các gia đình của một số người cùng dòng máu. Kí hiệu hình tròn là nữ, hình vuông là nam, gạch chéo là đã chết, tô đậm là có biểu hiện bệnh di truyền.

Trong thuật ngữ nước ngoài, khái niệm này gọi là: consanguinity (tiếng Anh /ˌkɒn.sæŋˈɡwɪn.ə.ti/), consanguinité (tiếng Pháp /công-xăng-ghi-ni-tê/) hay consanguinidad (tiếng Tây Ban Nha), ... đều có nội hàm như trên, dùng để chỉ những người hoặc những động vật (thường thuộc lớp Thú) có chung dòng máu từ một tổ tiên. Các thuật ngữ nước ngoài này bắt nguồn từ tiếng Latinh là consanguinitas.
- Ví dụ: 
  - Thế hệ I gọi là đời cụ, có số I.1 là cụ bà, số I.2 là cụ ông.
  - Thế hệ II là đời ông bà, có bảy người, trong đó số II.6 và II.7 có quan hệ hôn nhân, nhưng không có quan hệ họ hàng.
  - Thế hệ III là đời bố mẹ, có bảy người, trong đó số III.4 và III.5 vừa có quan hệ hôn nhân, lại vừa có quan hệ họ hàng nên III.4 và III.5 gọi là kết hôn gần. Theo cách diễn đạt của người Việt, thì III.4 x III.5 là anh em họ lấy nhau.
  - Thế hệ IV là đời con, có ba người là anh chi em ruột.